# スロベニア鉄道510/515形電車
スロベニア鉄道510/515形電車（スロベニアてつどう510/515がたでんしゃ、スロベニア語: SŽ serija 510/515）は、スロベニアの国有鉄道であるスロベニア鉄道の電車。スイスのシュタッドラー・レールが展開する鉄道車両ブランド「FLIRT」の1車種で、2021年から営業運転に投入されている。

## 概要
2018年4月、スロベニア鉄道はシュタッドラー・レールとの間に新型鉄道車両の導入に関する契約を交わした。その中で、スロベニアやオーストリア、クロアチアを結ぶ国際列車用に製造されたのが1階建て電車の510/515形で、シュタッドラー・レールが展開する鉄道車両ブランド「FLIRT」の1車種として開発が実施されている。
510形（先頭車体）および515形（中間車体）は4車体連接式の編成を組む、直流（3,000 V）および交流（25,000 V / 50 Hz、15,000 V / 16.7 Hz）の3つの電圧に対応可能な交直流電車である。車体は押出成形が行われた全溶接式のアルミニウム製で、前面は繊維強化プラスチックによって成形されている。機器については冗長性やメンテナンスの容易さが意識されている他、欧州連合の各国で導入されている列車制御システム「ETCS」に製造当初から対応している。
車内はバリアフリーを考慮した車内レイアウトとなっており、車椅子スペース（2箇所）やバリアフリー対応トイレが設置されている。また、車内の大半は床上高さ600 mmの低床構造で、乗降扉下部の収納式スロープを含めて高さが低いプラットホームからも段差無しで乗降が可能である。また、一方の先頭車体には自転車が設置可能なスペースが設けられている。空調については、運転室・客室共に冷暖房双方に適した空調装置が設置されている。

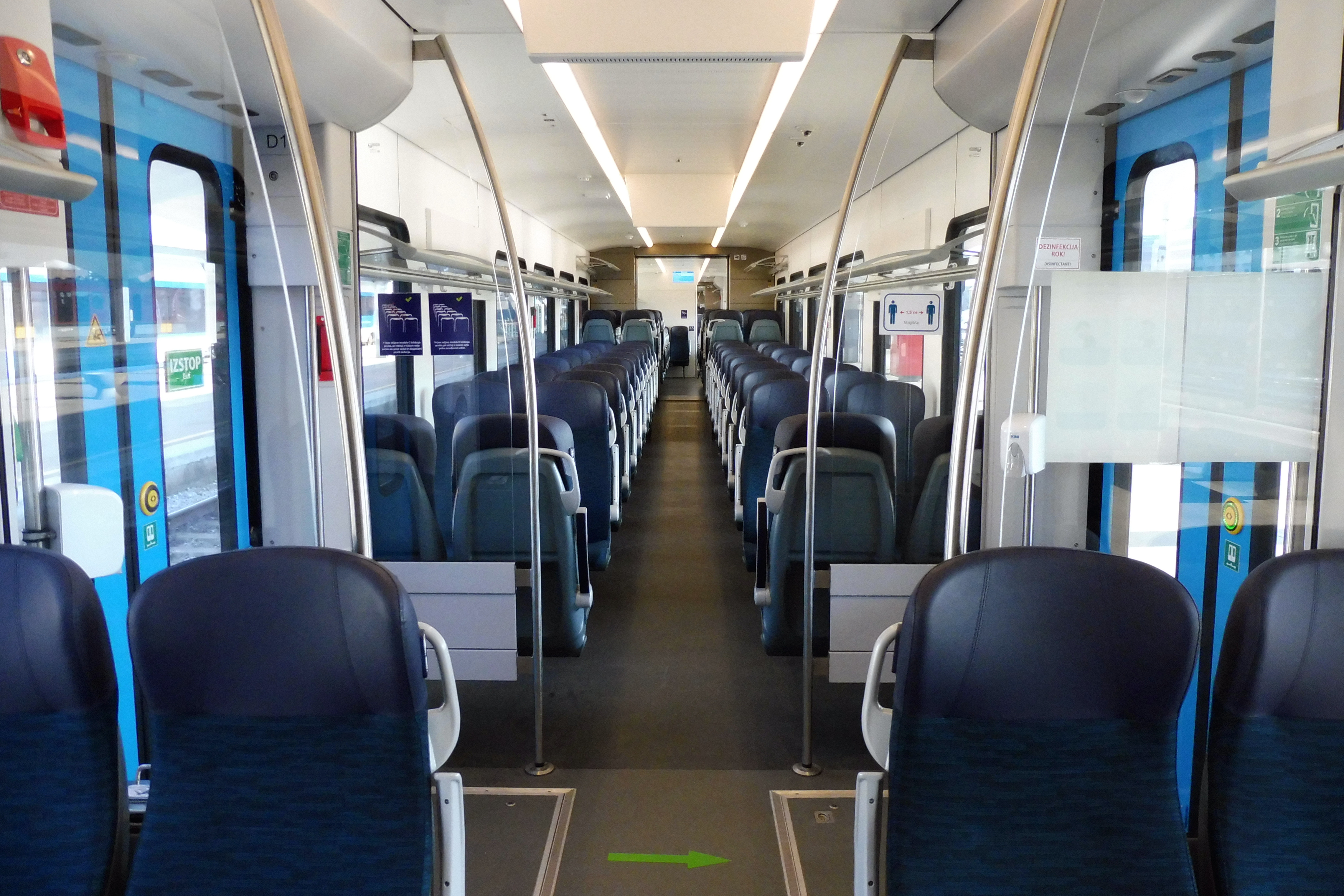
車内
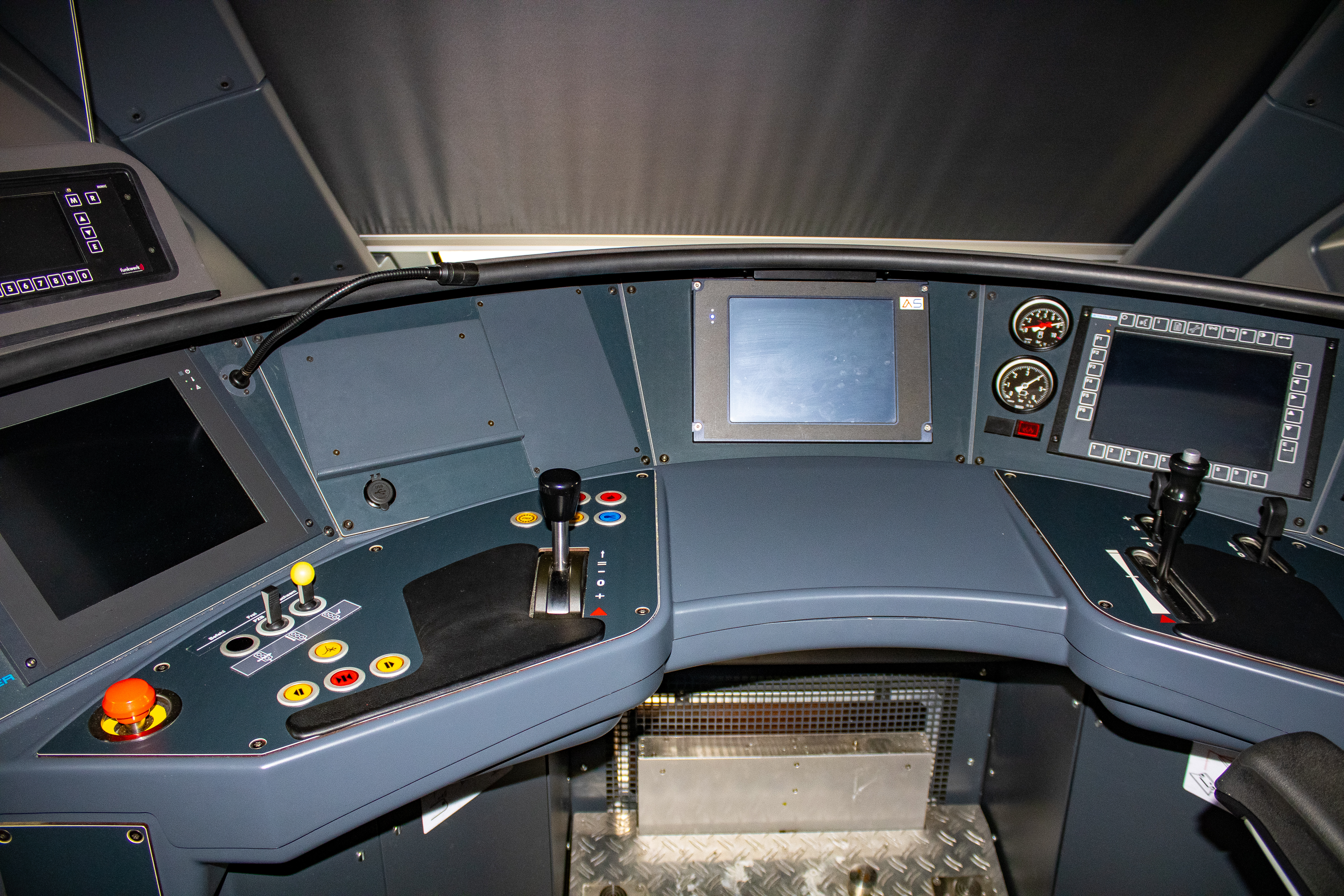
運転台

当初の契約編成数は11編成であったが、2019年にオプション権を行使して10編成の追加発注が実施された。営業運転には2021年7月から投入されている。

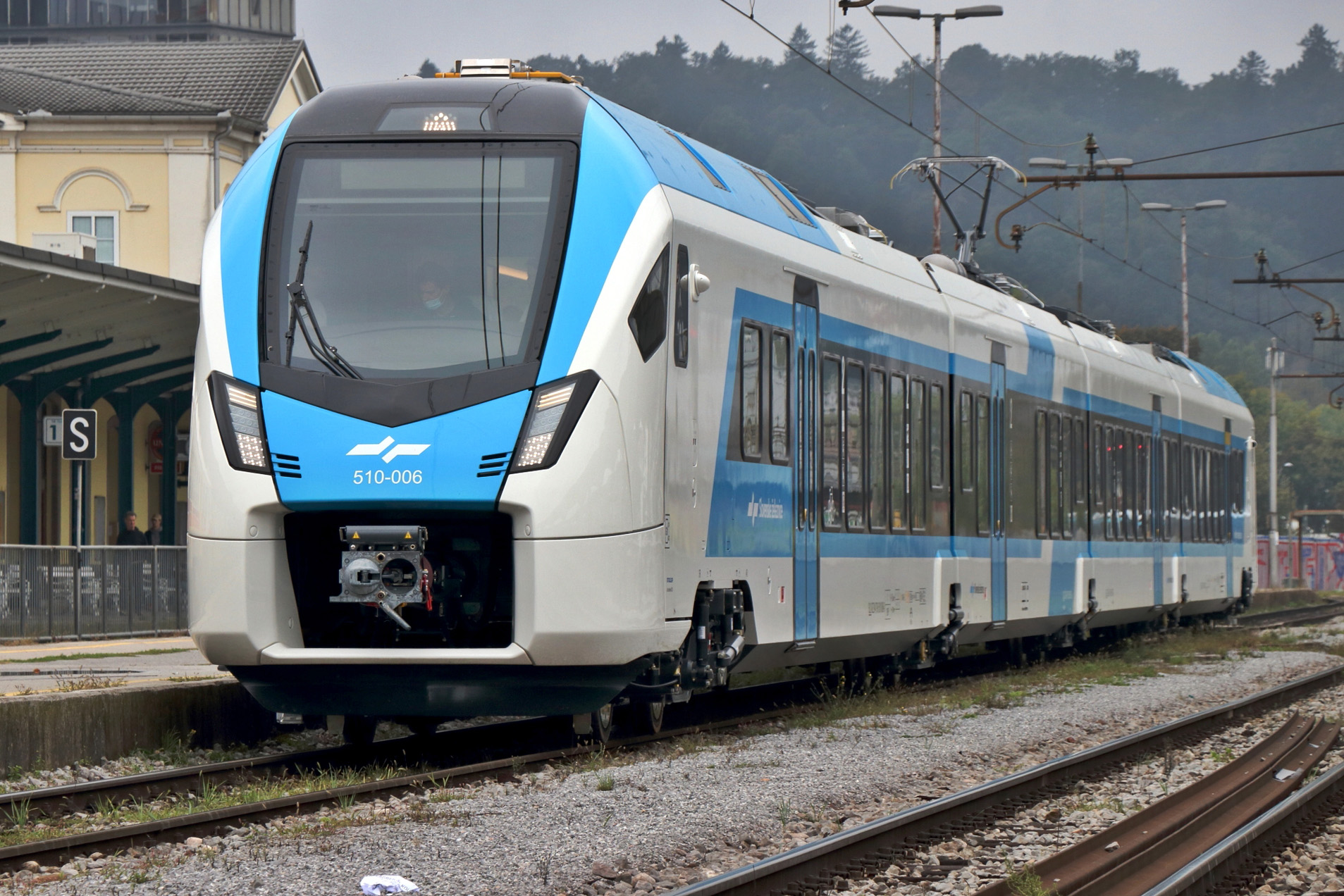
試運転中の510/515形（2020年撮影）
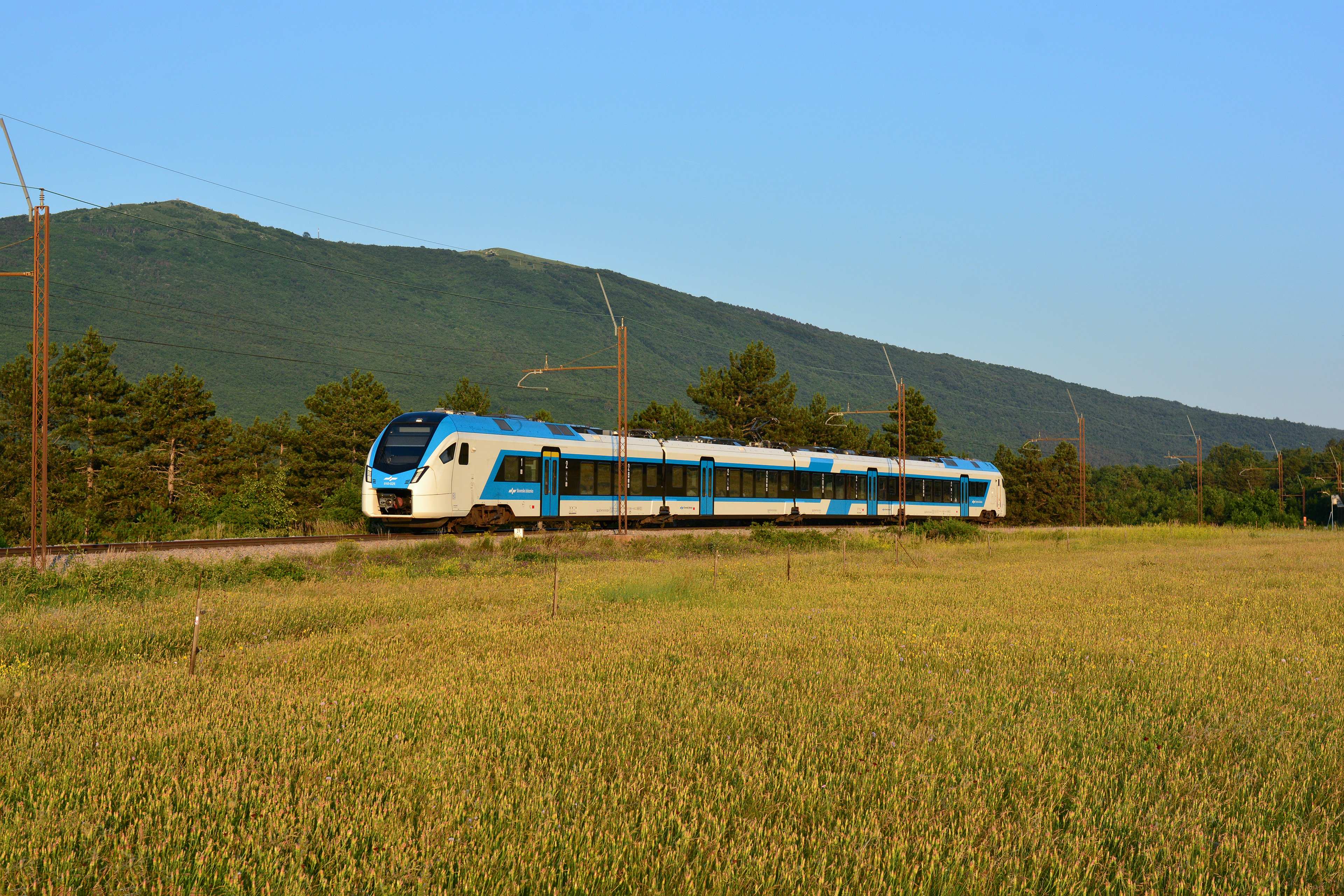
営業運転を実施する510/515形（2023年撮影）
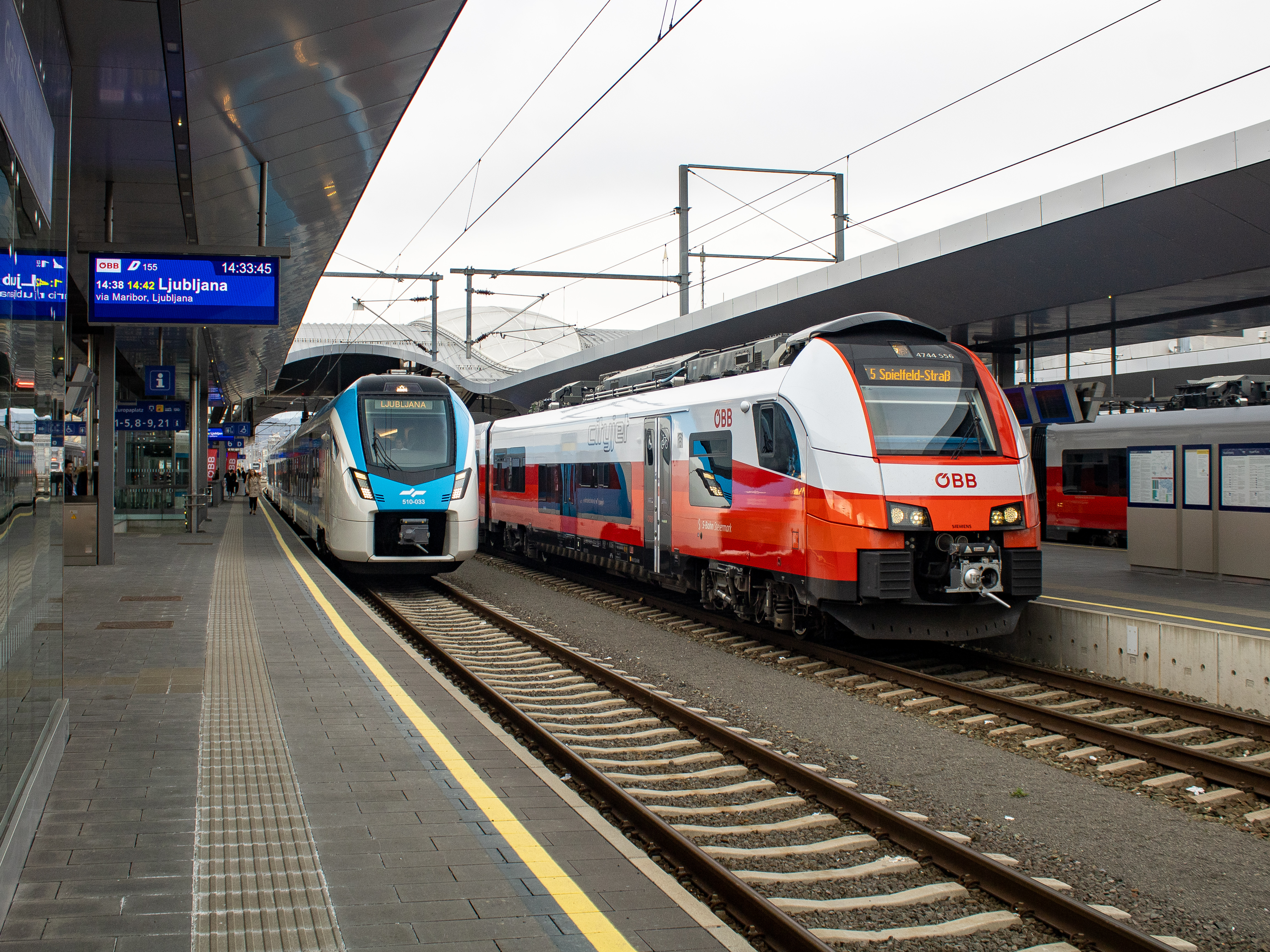
オーストリアのグラーツ中央駅に停車する510/515形（左）（2024年撮影）
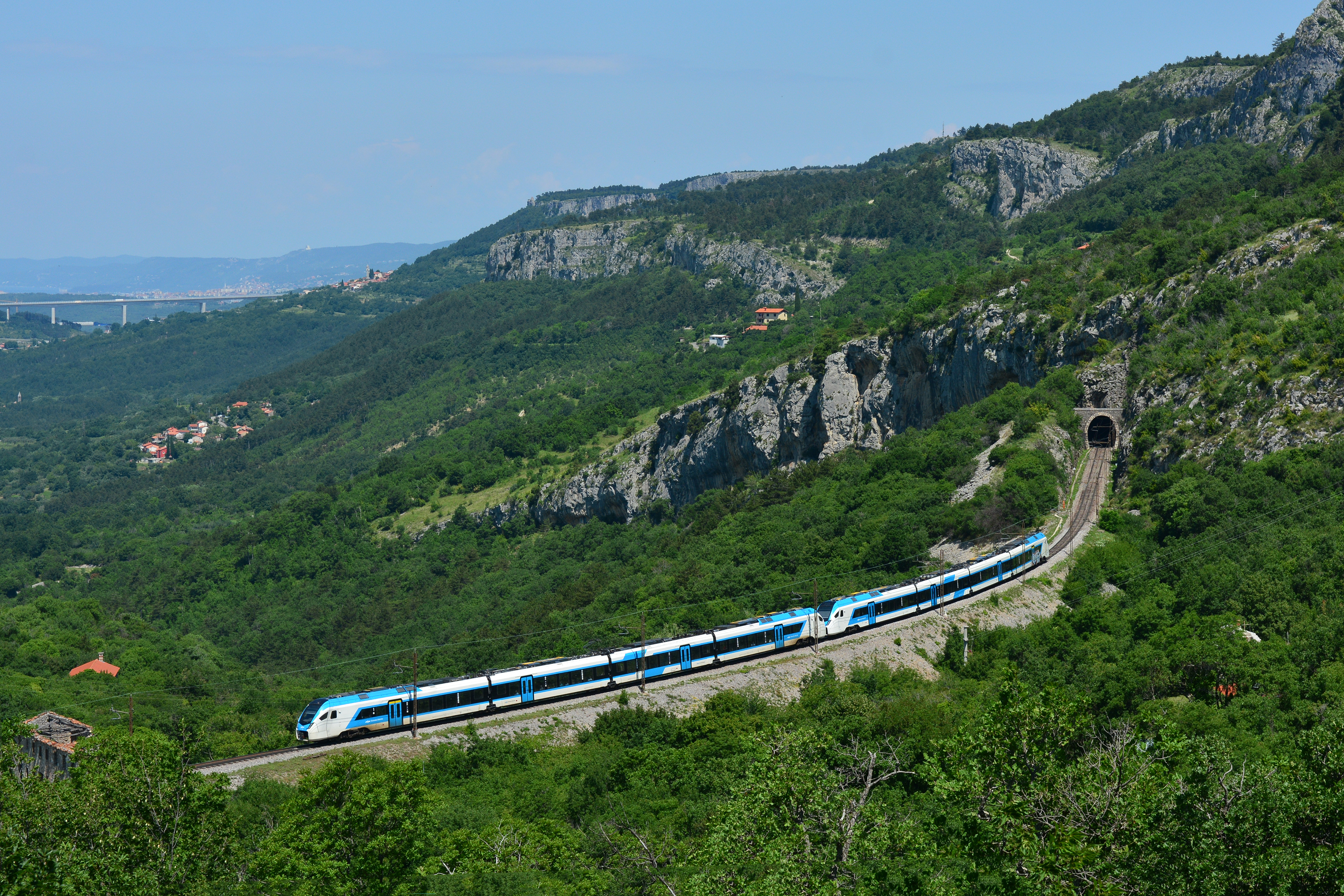
連結運転を実施する510/515形（2023年撮影）

## 参考資料
- Direkcija Republike Slovenije za infrastrukturo (September 2021). Uporabna dolžina peronov glede na dolžine potniških vlakov Zaključno poročilo (PDF) (Report). 2024年9月11日閲覧。

## 関連項目

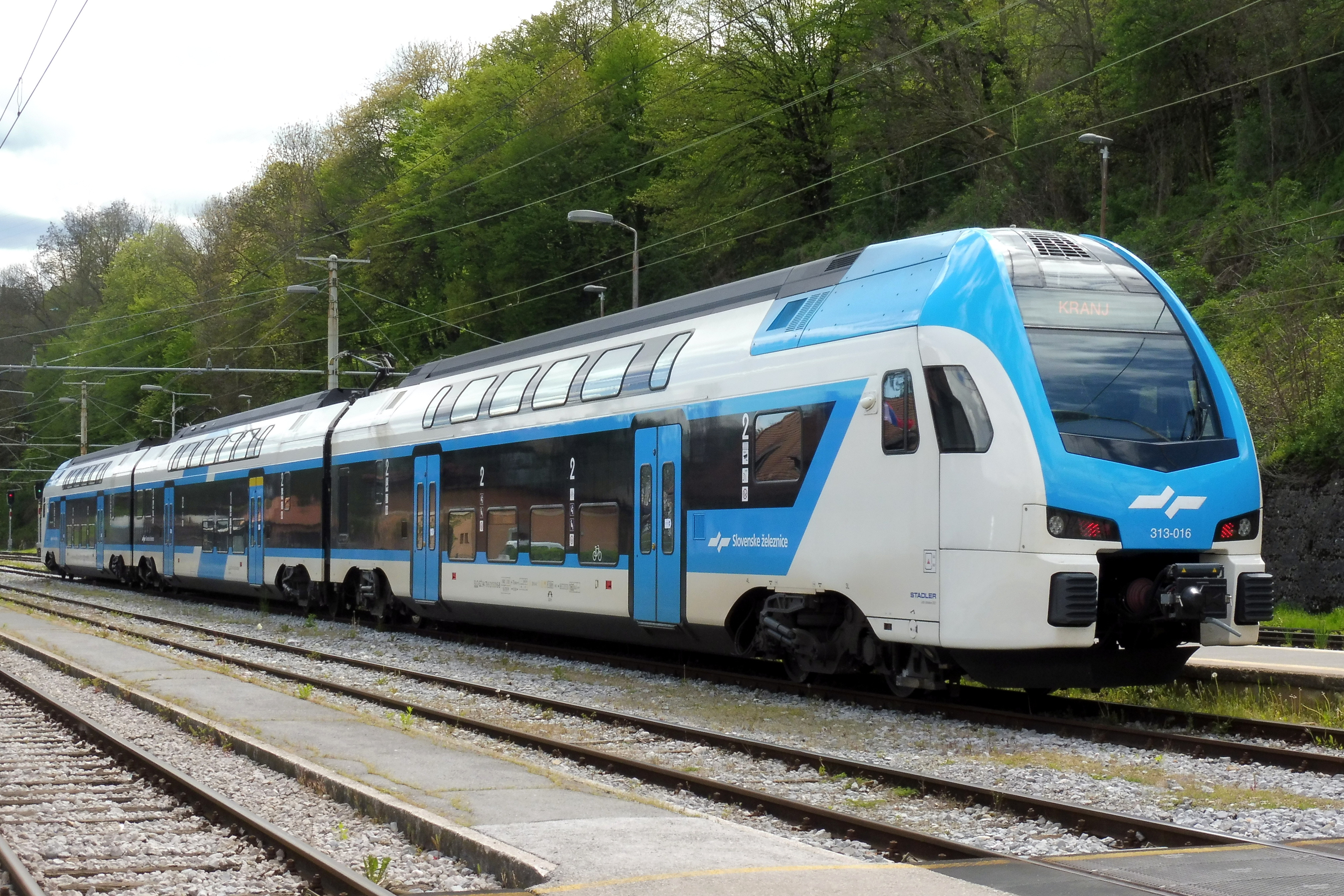
313/318形電車（2023年撮影）
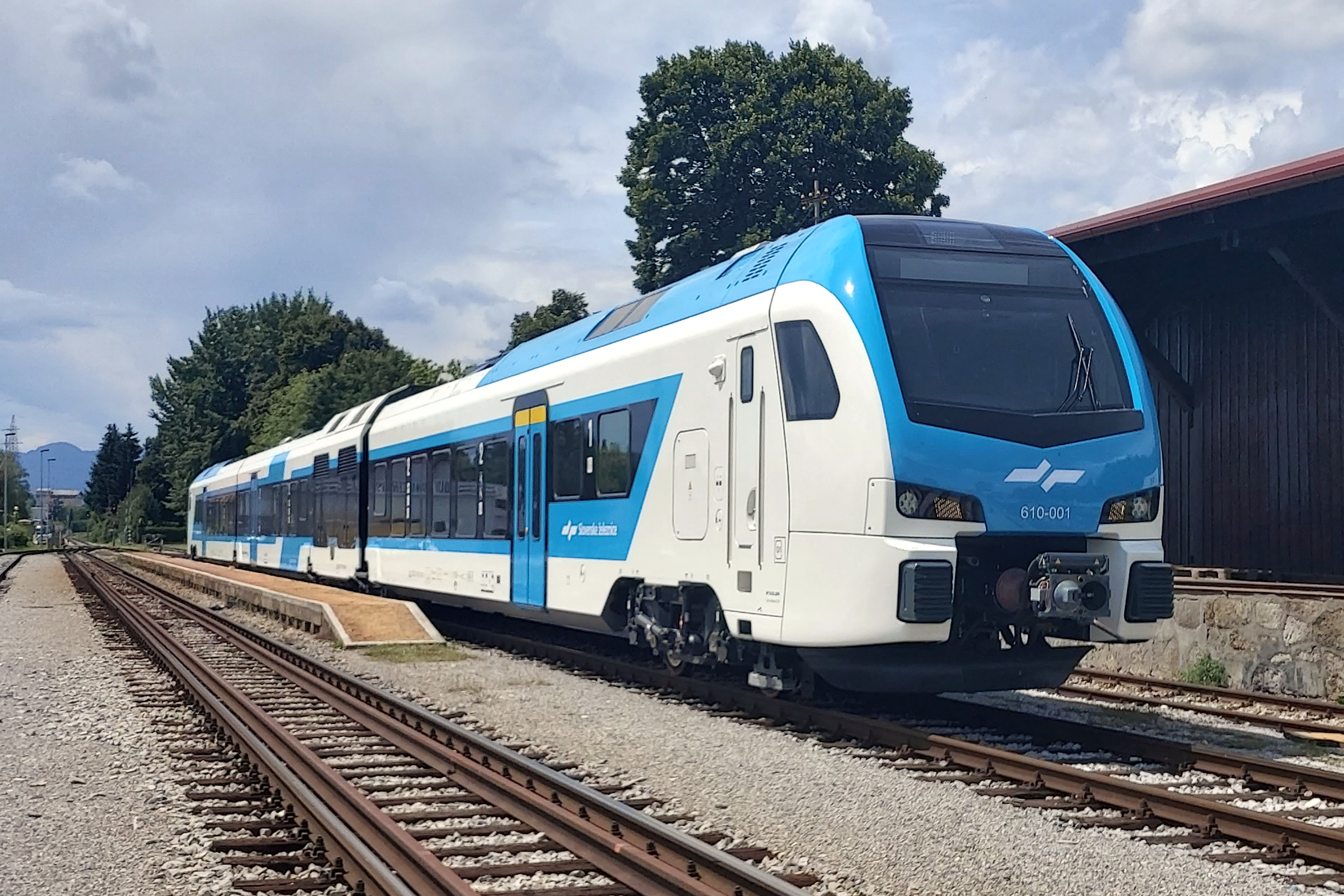
610/615形気動車（2020年撮影）